# Burhanpur
Burhanpur (बुरहानपुर) és una ciutat i municipi de Madhya Pradesh a l'Índia, capital del districte de Burhanpur, a la riba del riu Tapti. La seva població el 2001 era de 194.360 habitants (població el 1881: 30.017 habitants i 1901: 33.341). Fou declarada municipi el 1869. Els edificis antics principals de la ciutat són la Jama Masjid (mesquita) i un palau construït per Akbar conegut com el Fort Roig.

## Història
Fou fundada vers 1400 per Nasir Khan el primer príncep farúquida de Khandesh i va rebre el nom del famós xeic Burhan al-Din de Dawlatabd. En les lluites amb els sultanats veïns fou saquejada diverses vegades pels enemics. El sisè sobirà farúquida va construir la mesquita Jama Masjid que el seu successor va embellir.
El 1600 fou ocupada per Akbar el Gran. Després del 1601 fou capital del govern imperial del Dècan encarregat a prínceps mogols, fins al 1635, quan fou substituïda per Aurangbad i la ciutat fou llavors capital de la suba de Khandesh generalment governada també per un príncep de la dinastia.
El 1685 Aurangzeb va sortir de la ciutat amb un exèrcit per sotmetre el Dècan i quan va quedar sense defensors fou atacada i saquejada pels marathes. Trenta anys després el 1715, la demanda maratha per recaptar el chauth (quarta part) defensada en diverses batalles durant els darrers anys, va ser finalment reconeguda. El 1720 Asaf Jah, governador del Dècan amb títol de Nizam al-Mulk, va residir generalment a Burhanpur on va morir el 1748 quan ja la ciutat havia perdut part de la seva població i havia reduït la seva superfície.
El 1760 després de la batalla d'Udgi, el nizam va cedir Burhanpur el peshwa que 18 anys després (1778) la va transferir a Sindhia. El 1803 fou ocupada pel general Welleslley durant la segona guerra maratha, però va restar en poder de Gwalior quan es va signar la pau. El 1849, hi va haver un greu conflicte entre musulmans i hindús durant un festival hindú. El 1860 per un arranjament de límits entre Gwalior i els britànics, Burhanpur va passar a domini permanent britànic.